# روبرت براون (ممثل بريطاني)
روبرت براون (23 يوليو 1921-11 نوفمبر 2003)هو ممثل بريطاني.